# جاده جی‌بی
جاده جی‌بی (به انگلیسی: G. B. Road) جاده و محله‌ای در دهلی کهنه است که در گذشته روسپی خانه‌های زیادی در آن فعالیت داشتند. اگرچه در سال ۱۹۶۵ میلادی دولت هند نام آن را رسماً به سوامی شراندهاناند مارگ (Swami Shradhanand Marg) تغییر داد اما این محله کماکان با همان نام سابق بین مردم شناخته می‌شود و به صورت مخفی تعدادی روسپی خانه نیز در آن فعالیت دارند.
این محله در نزدیکی چندنی چوک و قلعه سرخ قرار دارد.
جرایم: جاده جی بی در شب خیلی خطرناک است. در ماه سپتامبر سال ۲۰۱۲ یک پلیس توسط راه زنان در این جاده کشته شد.